# Inc & Co
Inc & Co é uma empresa de investimentos com sede no Reino Unido  adquirindo e investindo em vários setores, incluindo marketing digital, viagens, varejo, tecnologia imobiliária, comércio eletrônico e finanças. A empresa foi fundada em 2019 por Jack Mason, Dave Antrobus e Scott Dylan. Em abril de 2023, a empresa adquiriu mais de 15 marcas e está faturando mais de £ 150 milhões.